# Juan José Mencía
Juan José Mencía Angulo (Sestao, 5 marzo 1923 – Bilbao, 20 marzo 2012) è stato un calciatore spagnolo.
In attività giocava nel ruolo di difensore. 
Con l'Atlético vinse due campionati (1950, 1951) e una coppa Eva Duarte.